# 本宮市立本宮小学校
本宮市立本宮小学校（もとみやしりつ もとみやしょうがっこう）は、福島県本宮市本宮字館ノ越にある公立小学校。
2023年（令和5年）4月1日時点の児童数は427人。公立中学校に進学する場合の進学先は本宮市立本宮第一中学校である。
安達太良神社がある丘に位置する。校歌の作曲者は「早春賦」などを手がけた中田章であり、安達太良山や阿武隈川などの歌詞が盛り込まれている。

## 歴史
- 1873年（明治6年）9月9日[2] - 本宮町南町裡地内に開校。後舘ノ越地内に移転。
- 1896年（明治29年）6月 - 糠沢惣次郎の慈善事業として校内に保嬰学校を開設[3]。
- 1915年（大正4年） - 校内に本宮実科高等女学校を併設[3]。
- 1941年（昭和16年）4月1日 - 本宮町立本宮国民学校に改称[3]。
- 1947年（昭和22年） - 本宮町立本宮小学校に改称。
- 1956年（昭和31年）頃～ - 本宮小学校の教師、児童の母親ら、本宮中央館[4]などが本宮方式映画教室と呼ばれる運動を起こして全国的な話題を呼んだ[5]。
- 1966年（昭和41年） - 本宮方式映画教室の結果として映画『こころの山脈』が製作された[5]。本宮小学校は主要な舞台となったほか、児童も主要キャストとして出演した[5]。
- 1970年（昭和45年）4月 - 本宮町立高木小学校を統合[3]。
- 1971年（昭和46年）3月 - 新校舎が完成[3]。
- 1999年（平成11年）4月 - 児童数増加のために本宮市立本宮まゆみ小学校が分離独立[3]。
- 2001年（平成13年）2月 - 体育館が完成[3]。
- 2010年（平成22年）頃 - 新校舎が完成。

## 委員会
2008年度までは放送委員会や新聞委員会、生活委員会、ベルマーク委員会（旧称はボランティア委員会）などがあったが、2009年度からは放送委員会と新聞委員会が合体して情報委員会と名を改め、生活委員会はベルマーク委員会の仕事をするようになった。あいさつ運動は6年生は出席番号順に、5年生は各クラスの代表委員会が、1週間ごとに交代で行っている。その後、情報委員会は人数が少ないために廃止され、打ち切りになり、もとの放送委員会に戻った。
以前は飼育栽培委員会があったが、ウサギが全滅したために環境美化委員会に改称した。主に植物に水をあげたり、石拾いをしたり、エコチェック（水道の水が流れっぱなしになっていないかなどの確認）などをする委員会になった。
ほかにも給食委員会や保健委員会などがある。

## クラブ
運動するクラブや科学、調理、パソコンなどさまざまなクラブがある。

## 出身者
- 佐藤嘉重 - 政治家。本宮市長。
- 佐藤栄佐久 - 福島県知事。
- 三瓶 - お笑い芸人。
- 糠沢和夫 - 駐ハンガリー特命全権大使。初代本宮市名誉市民。
- 橋本康子 - マラソン選手。